# Jakow Drajczuk
Jakow Iwanowicz Drajczuk, ros. Яков Иванович Драйчук (ur. 8 października?/21 października 1901 w Sławgorodzie, zm. 18 października 1977) – radziecki wojskowy, generał brygady ludowego Wojska Polskiego.

## Życiorys
Białorusin. Skończył ośmioklasową szkołę średnią. Od 1920 roku żołnierz Armii Czerwonej, od 1924 roku adiutant batalionu. Przeszedł do aparatu politycznego. W 1927 roku ukończył Wieczorową Szkołę Aktywu Partyjnego II stopnia. Od 1933 roku instruktor wydziału politycznego brygady lotniczej, następnie komisarz eskadry lotniczej i komisarz pułku lotniczego. W 1935 roku ukończył Wojskową Szkołę Pilotażu. W lipcu 1941 roku uczestniczył w walkach lądowych w rejonie Dwińska. Od czerwca 1942 roku był szefem Zarządu Politycznego 6 Armii Lotniczej, z którą do jesieni 1944 roku przeszedł szlak bojowy. 
3 listopada 1944 roku wraz z generałem Fiodorem Połyninem został skierowany do Ludowego Wojska Polskiego. Był szefem Zarządu Polityczno-Wychowawczego Dowództwa Lotnictwa Wojska Polskiego. W grudniu 1945 roku Prezydium Krajowej Rady Narodowej mianowała go generałem brygady. Od grudnia 1946 roku znajdował się w dyspozycji dowódcy Wojsk Lotniczych. Służbę w Wojsku Polskim zakończył w maju 1947 roku.

## Ordery i odznaczenia
- Krzyż Oficerski Orderu Odrodzenia Polski
- Order Krzyża Grunwaldu III klasy
- Złoty Krzyż Zasługi (1946)
- Order Czerwonego Sztandaru (dwukrotnie w 1944)
- Order Czerwonej Gwiazdy (1944)
- Order Wojny Ojczyźnianej II stopnia (1942)